# Elena Barillova
Elena Barillova née le 5 septembre 1969 est une coureuse cycliste slovaque.

## Palmarès sur route
- 1992
  - Tour de Feminin - O cenu Ceskeho Svycarska[1],[2]
  - Tour de Thuringe féminin
  - 4e et 6e étapes du Tour de Thuringe féminin
  - 2e étape de Emakumeen Euskal Bira
  - 1er, 2e et 4e étapes de Krasna Lipa
  - 2e de Emakumeen Euskal Bira
- 1993
  - Emakumeen Euskal Bira
  - 3e étape de Emakumeen Euskal Bira
  - 2e étape du Tour de Thuringe féminin
  - 2e du Tour de Thuringe féminin
  - 2e du championnat de Slovaquie du contre-la-montre
- 1994
  - Emakumeen Euskal Bira
  - Tour du Portugal
  - 2e du championnat de Slovaquie sur route
  - 2e du championnat de Slovaquie du contre-la-montre
  - 3e étape du Tour de Majorque
- 1995
  - 3e du championnat de Slovaquie du contre-la-montre
- 1996
  - 2e du championnat de Slovaquie sur route
  - 2e du championnat de Slovaquie du contre-la-montre
- 1997
  - 3e du championnat de Slovaquie du contre-la-montre
- 1998
  - 2e du championnat de Slovaquie sur route
  - 2e du championnat de Slovaquie du contre-la-montre
- 1999
  -  Championne de Slovaquie du contre-la-montre
  - 2e du championnat de Slovaquie sur route
- 2000
  - 2e du championnat de Slovaquie sur route
  - 3e du championnat de Slovaquie du contre-la-montre
- 2001
  - 3e du championnat de Slovaquie du contre-la-montre
- 2002
  - 2e du championnat de Slovaquie du contre-la-montre